# Promet Švicarske
Iako je švicarski teritorij težak i brdovit cestovna je mreža suvremena i djelotvorna. Da bi se probili prolazi kroz planine i gudure, primijenjena su nova tehnička rješenja, kao na primjer kod proboja tunela Sv. Gotthard koji je postao važan cestovni i željeznički čvor. Željeznička mreža rasprostire se na oko 5 000 km, a veći dio pruga nalazi se na znatnoj visini. Unutarnja je plovidba jaka, osobito Rajnom i njenim odvojcima, a glavna je luka Basel. Međunarodne zračne luke nalaze se uz sve velike gradove; Ciriška zračna luka jedna je od najprometnijih u Europi, a švicarska državna aviokompanija Swiss Air Lines jedna od najcjenjenijih u svijetu.